# Boscaler pigallat
El boscaler pigallat (Locustella thoracica) és una espècie d'ocell de la família dels locustèl·lids (Locustellidae). Es troba al centre i sud de la Xina, així com BanglaDesh, Bhutan, l'Índia, Myanmar i Nepal. Habita els boscos temperats i les praderies i matollars temperats. El seu estat de conservació es considera de risc mínim.